# Zamoyski Hrabia

herb Zamoyski Hrabia z 1780 roku (linii ordynackiej)

herb Zamoyski Hrabia z 1820 roku (młodszej linii dziedziczącej na Kozłowie i Ohładowie)

Zamoyski Hrabia – dwa polskie herby hrabiowskie, odmiany herbu Jelita, nadane w Galicji.

## Opis herbu
Opisy zgodnie z klasycznymi regułami blazonowania:
Herb z nadania w 1780, Zamoyski Hrabia: Tarcza dzielona w krzyż z polem sercowym. W polu sercowym, czerwonym, trzy kopie złote, dwie ku górze, trzecia na opak, w roztrój (Jelita); w polach I i IV błękitnych lew wspięty złoty, patrzący do wewnątrz; w polach II i III złotych na murawie zielonej wieża blankowana srebrna. Na tarczy korona hrabiowska nad którą cztery hełmy z klejnotami: I godło z pola sercowego pomiędzy dwoma trąbami, II pół kozła wspiętego, srebrnego; III pół lwa wspiętego, złotego, w lewo; IV orzeł czarny o uzbrojeniu złotym. Labry: I i II czerwone podbite złotem, III i IV błękitne, podbite złotem. Trzymacze: Dwaj rycerze w zbrojach z szablami przy bokach, trzymający po jednej włóczni złotej, na biodrach w czerwonych fartuszkach.
Herb z nadania w 1820, Zamoiski Hrabia: Tarcza dzielona w krzyż z polem sercowym. W polu sercowym, czerwonym, trzy kopie złote, dwie ku górze, trzecia na opak, w roztrój (Jelita); w polu I złotym na niedźwiedziu czarnym panna w sukni niebieskiej z rozłożonymi rękoma i przepasce srebrnej (Rawicz); w polu II czerwonym łódź złota (Łodzia); w polu III czerwonym trzy miecze srebrne o rękojeściach złotych przeszywające jabłko w gwiazdę, środkowy ostrzem ku górze, pozostałe w dół (Herburt); w polu IV błękitnym na podkowie srebrnej z zaćwieczonym krzyżem złotym, gawron czarny z pierścieniem złotym o oczku czerwonym skierowanym w dół (Ślepowron). Na tarczy korona hrabiowska nad którą pięć hełmów z klejnotami: I pół kozła wspiętego, srebrnego; II trzy pióra strusie; III łódź złota na pięciu piórach pawich; IV między rogami jelenimi brunatnymi pół niedźwiedzia wspiętego, czarnego, trzymającego w łapie różę czerwoną na łodydze zielonej; V gawron czarny z pierścieniem jak w herbie. Labry z prawej czerwone, z lewej błękitne, podbite złotem. Trzymacze: Dwaj rycerze w zbrojach srebrnych, na hełmach pióropusze czerwone, wsparci na puklerzach srebrnych, trzymający włócznie, z mieczami przy pasach - srebrnych o rękojeściach złotych.

## Najwcześniejsze wzmianki
Nadanie tytułu hrabiowskiego Galicji (hoch- und wohlgeboren, graf von) Ordynatom Zamojskim Janowi Jakubowi Zamoyskiemu oraz jego bratu Andrzejowi Zamoyskiemu 30 stycznia 1780 roku. Ponieważ rodzina Zamojskich była znaną rodziną senatorską, nie wymagano od braci legitymacji szlachectwa, a tytułem hrabiowskim posługiwali się oni już w 1781 roku. Ponadto podstawą nadania tytułu były pełnione funkcje. Tytuł potwierdzono Stanisławowi Kostce-Zamoyskiemu w Rosji 28 czerwca 1844 i w Królestwie Polskim 6/18 listopada 1847. Młodsza linia Zamojskich w osobie Stanisława Zamoyskiego uzyskała tytuł hrabiowski 14 lipca 1820. Podstawą nadania tytułu było wspólne pochodzenie z linią ordynacką Zamoyskich oraz zasługi dla dworu cesarskiego. W protokole z 14 lipca nazwisko obdarowanego zapisano jako "Zamoiski" zamiast Zamoyski, mimo iż w innych dokumentach używano "y" w miejsce "i".

## Herbowni
Jedna rodzina herbownych (herb własny):
- graf Saryusz von Zamość-Zamoyski (1780), graf von Zamoiski, graf von Saryusz-Zamoiski (1820).